# Passalus lunaris
Passalus lunaris (лат.) — вид сахарных жуков рода Passalus из семейства пассалиды (Passalidae). Неотропика (Аргентина, Боливия, Бразилия). Длина более 2 см (21,8—24,9 мм). Отличается следующими признаками: передний край лица с одним вторичным медиально-фронтальным бугорком; центральный бугорок с несвободной вершиной; гипостомальный отросток с матовой бороздкой над вершиной. Вид включён в подрод Mitrorhinus. Максилла с лациниями, двузубчатыми в апикальной трети. Медиобазальный участок ментума выступающий. Простернеллум ромбовидный.